# Eksara
Eksara è una suddivisione dell'India, classificata come census town, di 6.485 abitanti, situata nel distretto di Howrah, nello stato federato del Bengala Occidentale. In base al numero di abitanti la città rientra nella classe V (da 5.000 a 9.999 persone).

## Geografia fisica
La città è situata a 22° 37' 33 N e 88° 17' 19 E.

## Società

### Evoluzione demografica
Al censimento del 2001 la popolazione di Eksara assommava a 6.485 persone, delle quali 3.360 maschi e 3.125 femmine. I bambini di età inferiore o uguale ai sei anni assommavano a 833, dei quali 415 maschi e 418 femmine. Infine, coloro che erano in grado di saper almeno leggere e scrivere erano 4.288, dei quali 2.301 maschi e 1.987 femmine.